# Quiéry-la-Motte
 Quiéry-la-Motte  es una población y comuna francesa, situada en la región de Norte-Paso de Calais, departamento de Paso de Calais, en el distrito de Arras y cantón de Vimy.

## Demografía
| 563 | 568 | 673 | 701 | 769 | 775 |
| Para los censos de 1962 a 1999 la población legal corresponde a la población sin duplicidades (Fuente: INSEE [Consultar]) |     |     |     |     |     |